# Ricky He
Ricky He (Vancouver, 2 dicembre 1995) è un attore canadese.

## Biografia
He è nato a Vancouver, nella Columbia Britannica. È di origine cinese. Ha frequentato l'Università della Columbia Britannica e ha studiato psicologia prima di decidere di intraprendere la carriera di attore.

## Filmografia

### Cinema
- Looks Like Christmas, regia di Terry Ingram – Film TV (2016)
- A Song for Christmas, regia di Christie Will Wolf – Film TV (2017)
- A Gift to Remember, regia di Kevin Fair – Film TV (2017)
- Blurt, regia di Michelle Johnston – Film TV (2018)
- No One Would Tell, regia di Gail Harvey (2018)
- Guida per babysitter a caccia di mostri (A Babysitter's Guide to Monster Hunting), regia di Rachel Talalay (2020)
- A Cinderella Story: Starstruck, regia di Michelle Johnston – Film TV (2021)
- Warming up to You, regia di Christie Will Wolf – Film TV (2021)

### Televisione
- Second Chance – serie TV, episodio 1x09 (2016)
- The Flash – serie TV, episodio 2x16 (2016)
- Wayward Pines – serie TV, episodio 2x06 (2016)
- The Romeo Section – serie TV, episodio 2x10 (2016)
- The Magicians – serie TV, 2 episodi (2017)
- Beyond – serie TV, episodio 2x08 (2018)
- Freaky Friday, regia di Steve Carr – film TV (2018)[4][5]
- Trial & Error – serie TV, 5 episodi (2018)[6]
- The Good Doctor – serie TV, 6 episodi (2018-2020)
- Un milione di piccole cose (A Million Little Things) – serie TV, 4 episodi (2018-2020)
- Arrow – serie TV, episodio 7x01 (2018)
- From – serie TV, 20 episodi (2022-in corso)[7]

## Doppiatori italiani
Nelle versioni in italiano delle opere in cui ha recitato, Ricky He è stato doppiato da:
- Federico Campaiola in The Good Doctor
- Andrea Oldani in From
- Manuel Meli in Freaky Friday